# Ночь акул
«Ночь акул» (англ. Night Of The Sharks) — приключенческий фильм, рассказывающий о красивом канкане, Мексике и центральной фигуре — гигантской прожорливой одноглазой акуле, а также об украденных бриллиантах, затонувшем корабле, убитом брате и корпоративных злодеях.

## Сюжет
Дэвид должен бороться за свою жизнь против бандитов, которые убили его брата из-за компакт-диска, заполненного доказательствами их незаконной деятельности. Когда Дэвид завладевает CD, он бежит в Мексику, где живёт в качестве охотника на акул.

## В ролях
- Трит Уильямс — Дэвид Зиглер
- Джанет Агрен — Лиз Зиглер
- Антонио Фэргэс — Пако
- Стеелио Кандели
- Egidio Termine
- Нина Солдано — Хуанита
- Саль Борджезе — Гарсиа
- Карло Музари — Джеймс Зиглер
- Джон Стейнер — Розенски
- Кристофер Коннелли — отец Маттиа
- Ивано Сильвари
- Ринальдо Зэмперла
- Франко Укмар
- Фердинандо Томассини
- Марджори Манушоу — Лона